# Facitorus brevicornis
Facitorus brevicornis är en stekelart som beskrevs av Van Achterberg 1995. Facitorus brevicornis ingår i släktet Facitorus och familjen bracksteklar. Inga underarter finns listade i Catalogue of Life.